# Necropoli di Santu Pedru

La necropoli di Santu Pedru è un sito archeologico prenuragico, situato nel comune di Alghero, individuabile sulla strada per Ittiri, sull'omonima collina. Risalente al Neolitico recente è costituito da un gruppo di ben dieci tombe, che in Sardegna prendono il nome di domus de janas, scavate nella roccia trachitica.

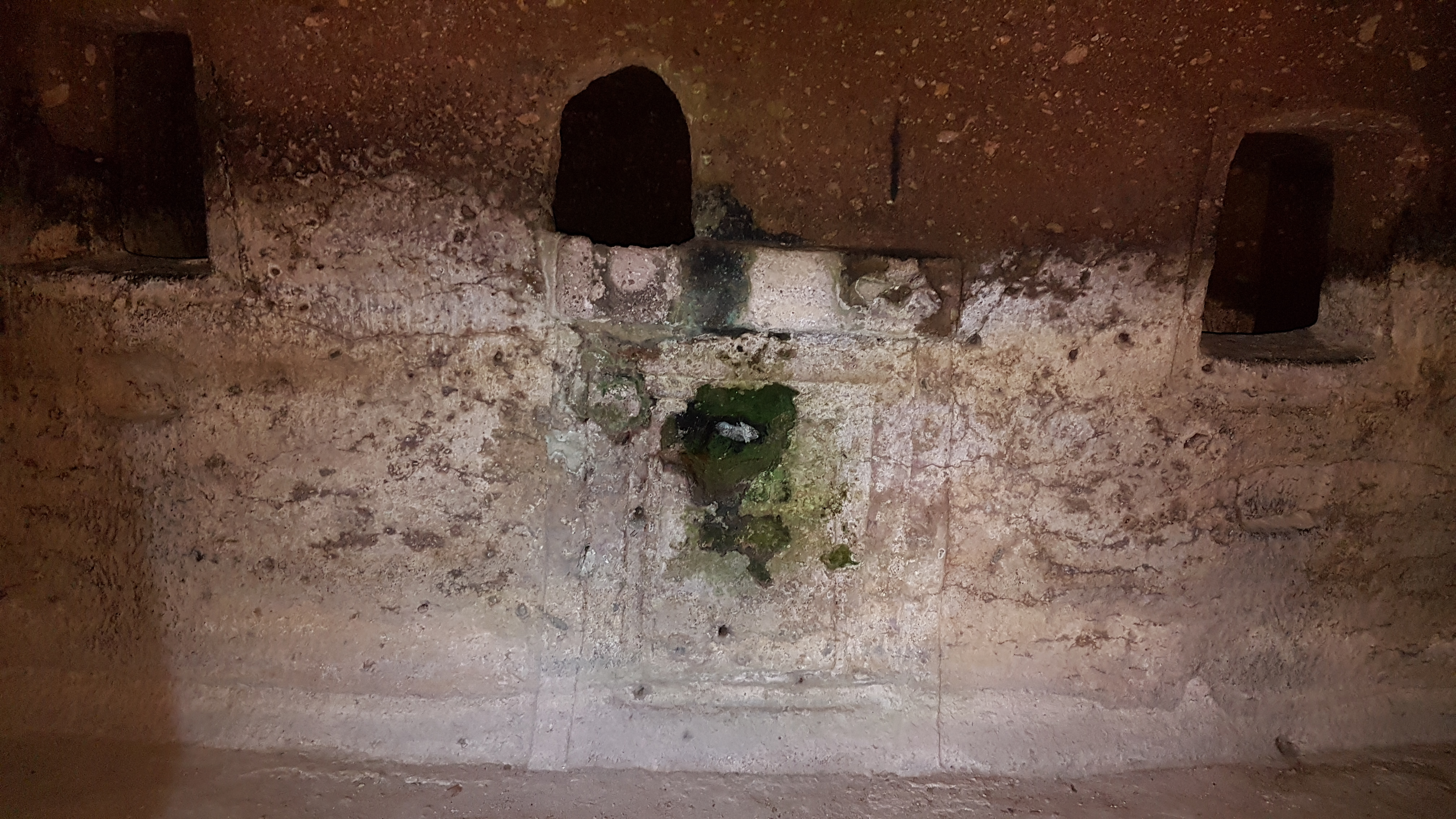
Falsa porta scolpita sulla parete di fondo della tomba I

## Descrizione
Le tombe del complesso archeologico si trovano sul declivio sud della collina a partire dalla base della stessa fin quasi alla sommità, dove invece sono presenti i resti di un nuraghe monotorre. Le domus de janas hanno tutte una struttura molto simile con ingresso a dromos e ognuna di esse presenta più celle. I primi due vani, ai quali si accede dal dromos, ovvero l’anticella e la successiva cella principale, si distinguono per la loro dimensione, per la forma e per i particolari architettonici, rispetto alle altre celle che si affacciano con i loro piccoli ingressi sopraelevati sulla cella principale. Le prime due infatti erano presumibilmente gli ambienti nei quali avevano luogo le cerimonie dedicate ai defunti, mentre le altre celle più piccole erano riservate alle tumulazioni.
Le false porte scolpite in alcune delle tombe sono state interpretate dagli studiosi come porte del regno dei morti, a cui i vivi non potevano accedere. Un altro simbolo magico religioso è rappresentato da un motivo che allude alle corna di un toro, scolpito su una delle celle della tomba 1.
Sono presenti numerosi elementi decorativi di tipo architettonico, rappresentati in maniera essenziale nella roccia, come gradini, architravi, cornici e pilastri, che imitavano quelli esistenti nelle capanne dei vivi. 
Il complesso presenta caratteristiche simili alla necropoli di Sant'Andrea Priu e alla Necropoli di Mandra Antine, anch'esse nella zona di Sassari. Infatti una delle ipotesi proposte dagli archeologi è che, presumibilmente, lo scavo di questi ipogei era opera di associazioni di artefici di tombe che si spostavano nella zona per realizzare gli ipogei. Sia a Santu Pedru che nelle altre necropoli citate, probabilmente, la grande cella rettangolare veniva chiusa dopo ogni nuova sepoltura: per questo, il suo interno era visibile, per poco tempo, alle persone che erano in relazione col defunto e che partecipavano quindi al rito funebre. È, però, possibile anche che la cella principale venisse preparata o commissionata dal Capo della tribù o del clan (come accade attualmente con le tombe di famiglia) molto tempo prima che l'ipogeo venisse usato per la sepoltura.
Le tombe sono state numerate in modo diverso dai tre archeologi che hanno eseguito gli scavi. La numerazione che segue è quella scelta da Demartis.

### Tomba I
Ѐ la tomba principale del complesso, presenta un dromos lungo 16 m con pareti tagliate in modo grossolano e suolo piano. 
Attraverso un varco, probabilmente ampliato durante una delle fasi di riutilizzazione della tomba, si accede all’anticella b. Essa ha una forma semicircolare, un diametro di 5 m e un’altezza massima di 3,10 m; presenta sulla volta tracce della riproduzione incisa di un tetto a raggiera ed è decorata da uno zoccolo e delle paraste.
L’accesso alla cella maggiore è permesso da un portello trapezoidale sopraelevato caratterizzato da una doppia cornice e un architrave con tracce di pittura rossa, esso è preceduto da due gradini che facilitano l’entrata. Quest’ambiente, che ha la forma di un quadrilatero irregolare, ha una larghezza di circa 3,50 m, lunghezza di 6 m e altezza di 2 m. Sono presenti due pilastri rettangolari, anch’essi scolpiti nella roccia, che reggono (fittiziamente) una volta piana e sulla parete di fondo si trova la riproduzione in rilievo di una falsa porta decorata con cornici concentriche e tracce di pittura rossa. 

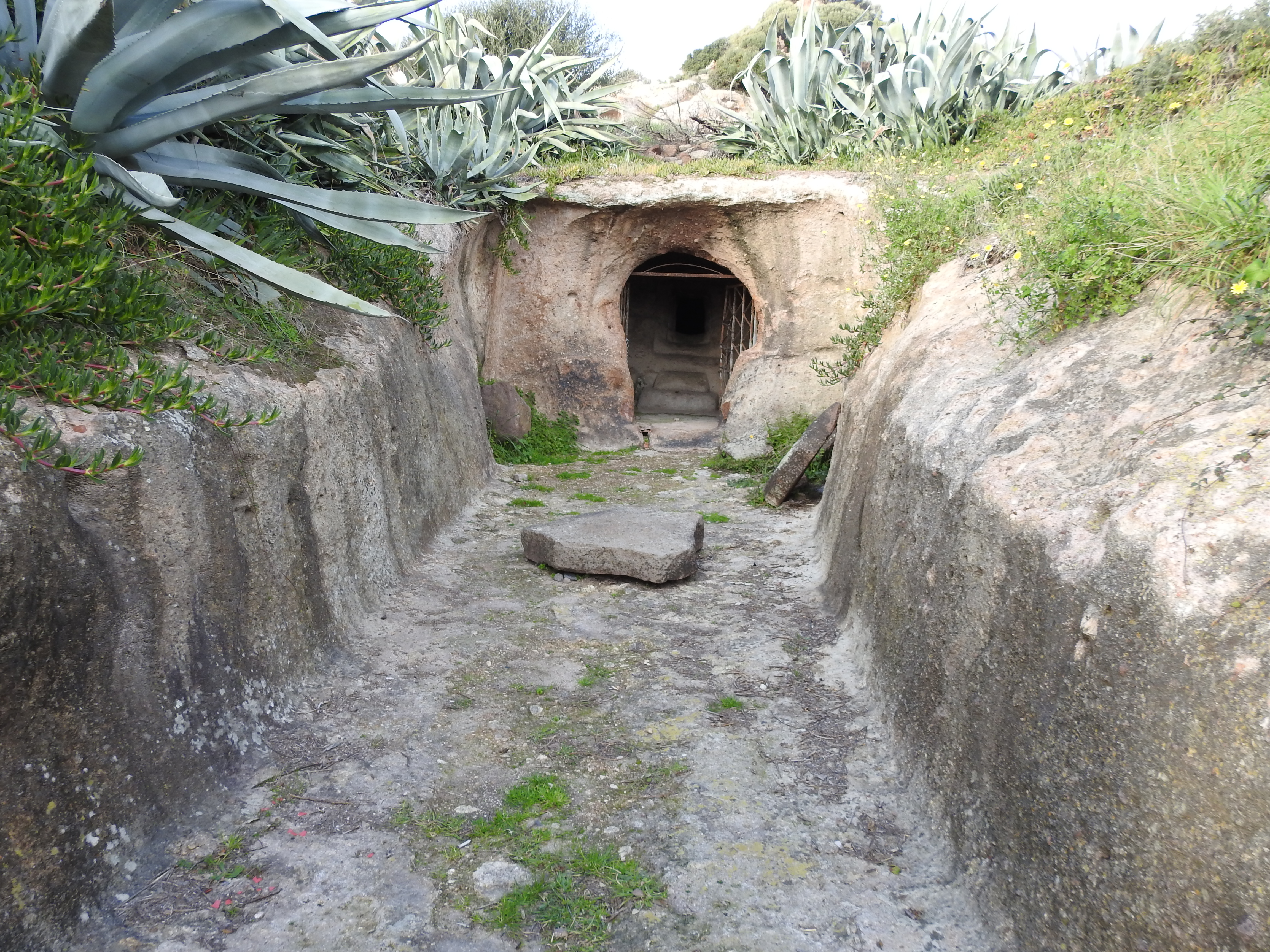
Ingresso della Tomba I, Necropoli Santu Pedru, Alghero

Dal vano principale si accede a nove celle minori sopraelevate, i cui portelli sono caratterizzati da elementi decorativi quali cornici e, in un caso, corna taurine.  L’accesso alla cella posta sulla sinistra della parete frontale o nord, è facilitato attraverso un foro di pedata posto a circa 60 cm dal piano di calpestio. Altrettanto dicasi per la cella posta sulla parete ovest a sinistra, mentre per accedere alla seconda cella della medesima parete è stato realizzato un alto gradino e un foro di pedata. La cella sulla parete sud verso il lato est è quella caratterizzata da una decorazione rappresentante la protome bovina scolpita appena sopra il foro di ingresso, la cella è la più piccola di tutta la tomba e sulle sue pareti si possono notare evidenti segni dei solchi del suo scavo originale. 
Questa tomba è importante in quanto è strutturalmente uno dei più imponenti monumenti del genere trovati in Sardegna, inoltre durante il suo scavo sono stati ritrovati gli unici vasi tetrapodi delle necropoli neolitiche sarde, essa è infatti nota anche col nome di Tomba dei vasi tetrapodi.

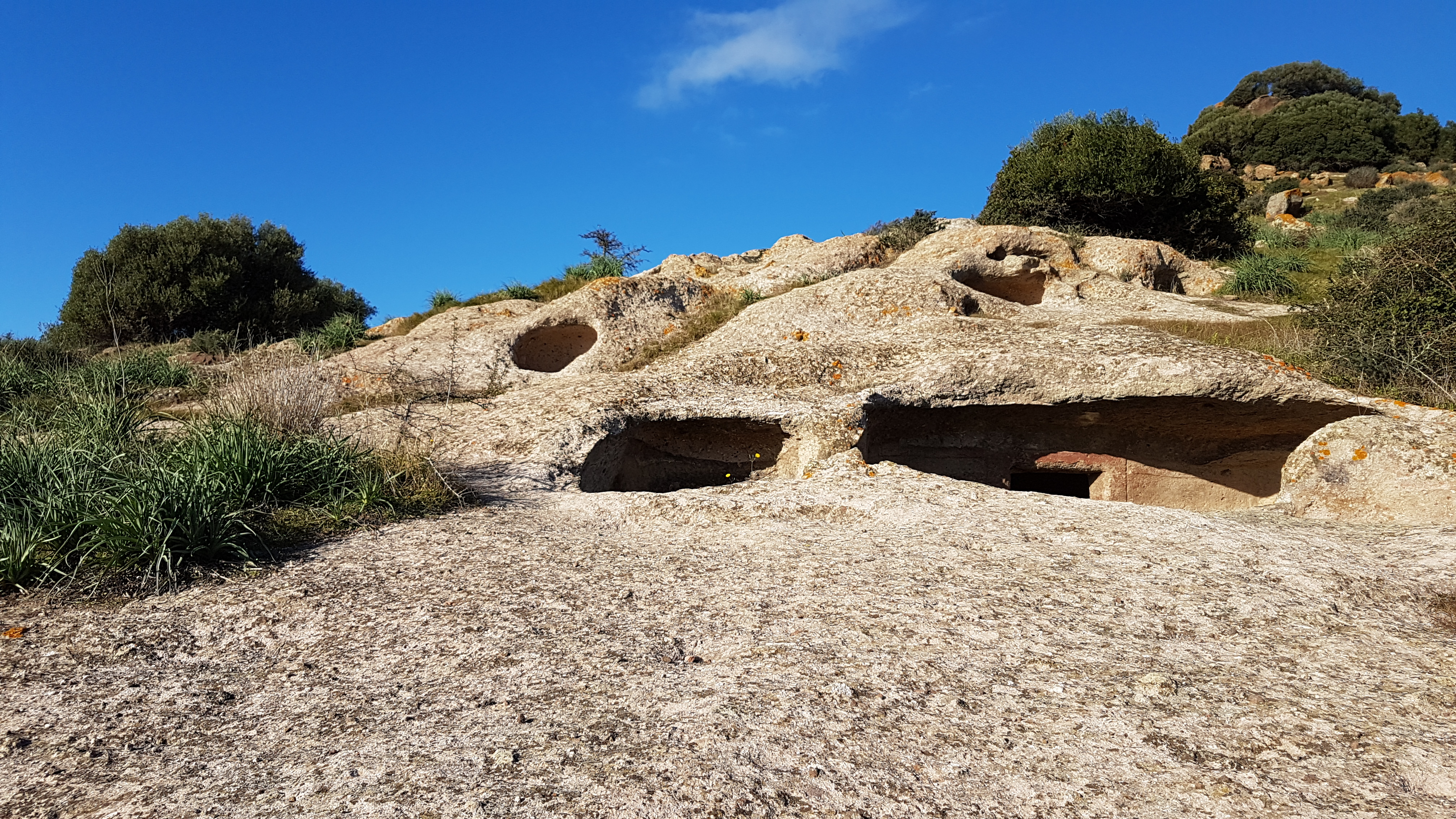
Tomba II Necropoli Santu Pedru Alghero

### Tomba II (tomba V per Contu, VI per Moravetti)
Il settore anteriore della tomba è privo del soffitto e dell’alzato originario. La cella principale, quadrangolare, è preceduta da una piccola anticella e conserva tracce di pittura rossa.

### Tomba III (VII di Contu e II di Moravetti)
Di questa tomba è visibile la planimetria “a T”, nonostante sia priva del soffitto e, parzialmente, dell’alzato. Presenta un dromos, una minuscola anticella e un vano più grande. All’esterno, sono presenti due cavità circolari, che, con molta probabilità erano adibiti a offerte di cibo in occasione dei riti funerari.

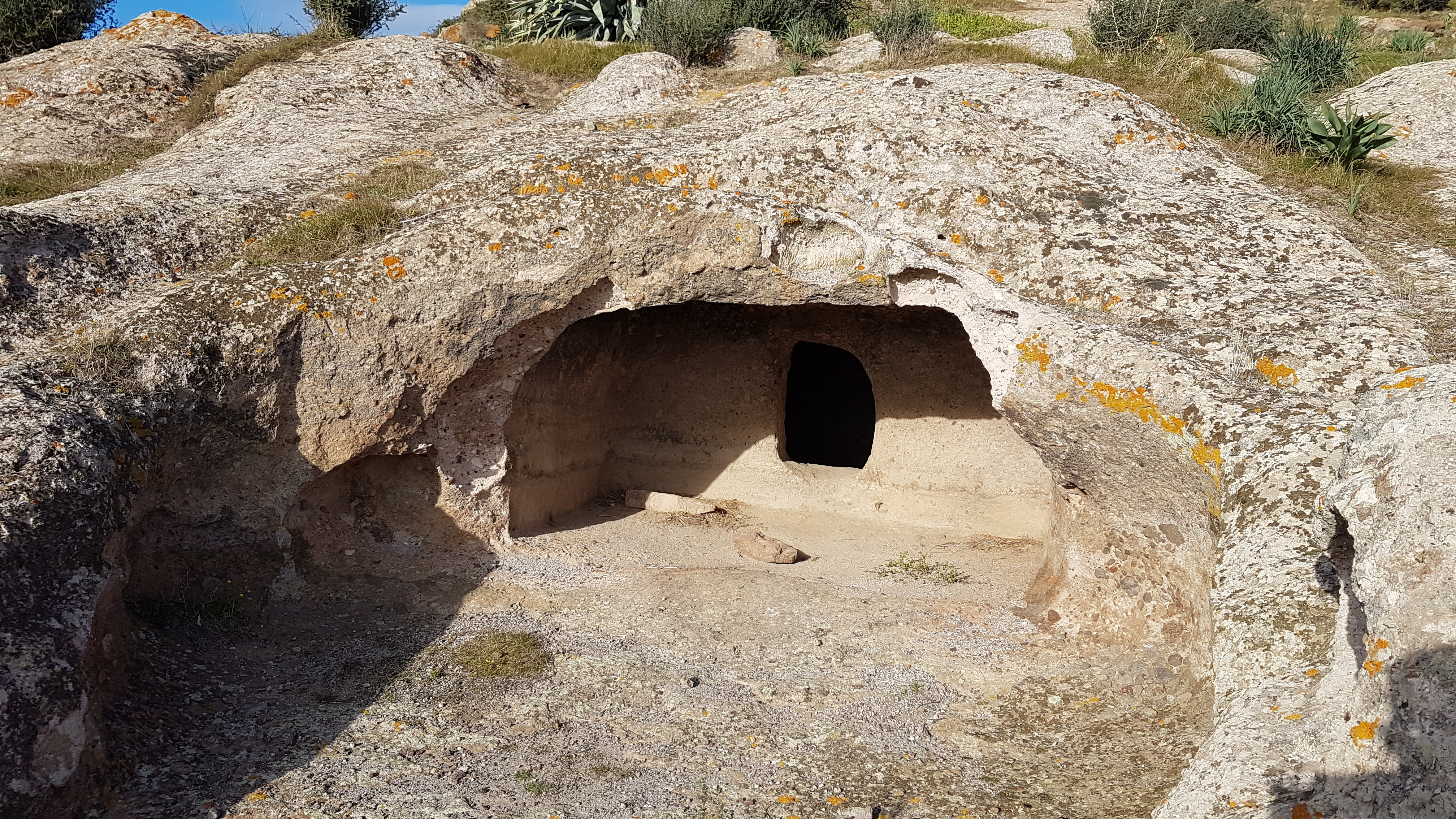
Tomba IV Necropoli Santu Pedru

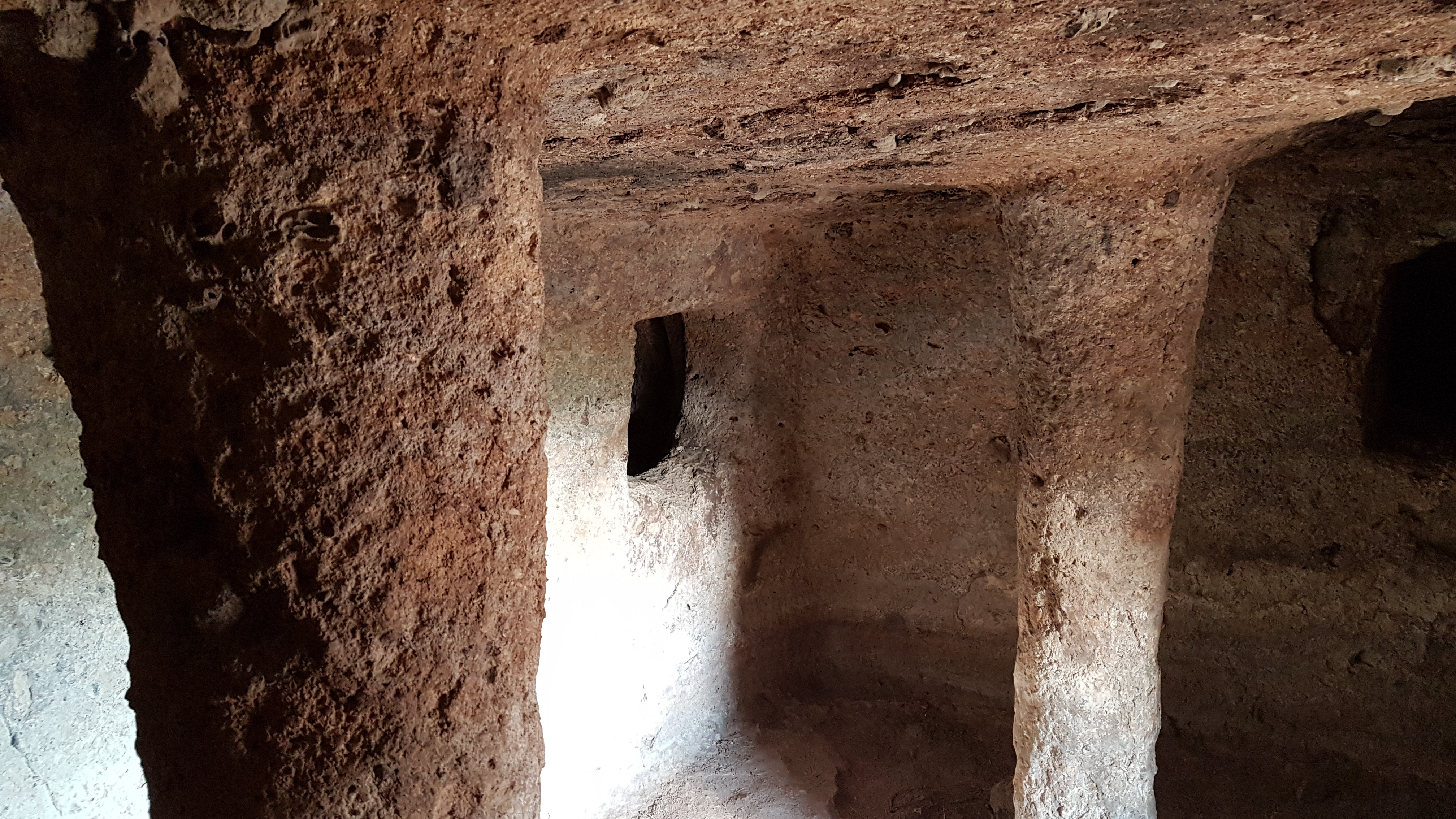
Cella Tomba IV Necropoli Santu Pedru

### Tomba IV (II Contu)
Un dromos lungo 6,8 m precede una piccola anticella che porta alla cella principale, con un gradino che facilità l’ingresso. Il vano è di forma quadrangolare, presenta due colonne a sezione circolare e tre ingressi sopraelevati che portano a quattro celle più piccole. Uno dei portelli è posto sul lato sinistro e permette l’accesso a due celle intercomunicanti, mentre gli altri due si trovano sulla parete di fondo e sulla parete destra.

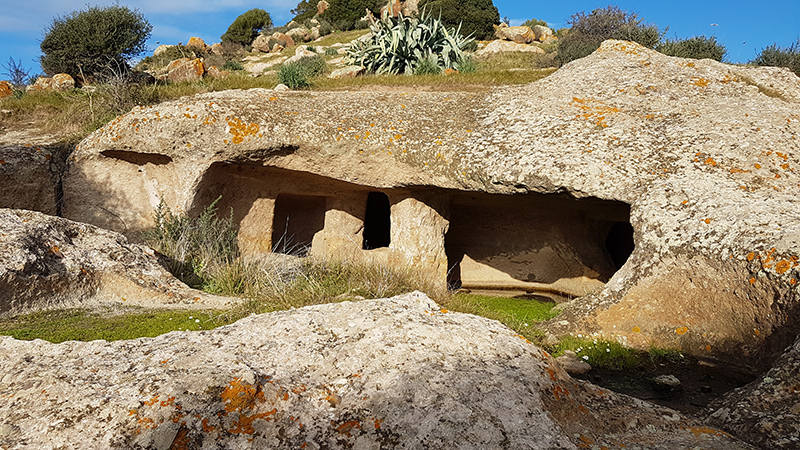
Tomba V Necropoli Santu Pedru

### Tomba V
Si tratta di una domu pluricellulare, nel cui il vano centrale è scolpito un pilastro.  Della tomba restano alcune celle funerarie e una parte della cella principale.

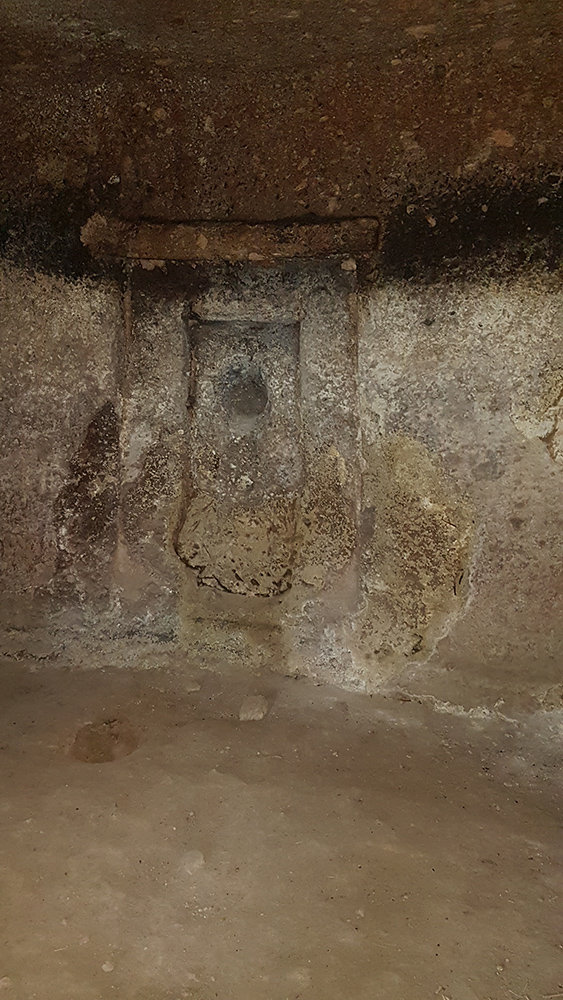
Falsa porta Tomba VI Necropoli Santu Pedru

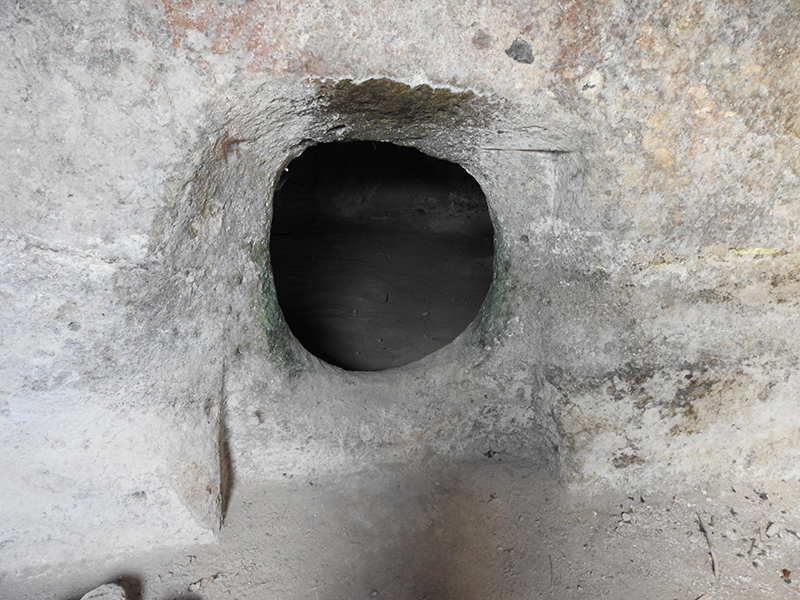
Ingresso cella principale Tomba VI Necropoli Santu Pedru

### Tomba VI (III Contu e Moravetti)
Si tratta della tomba più grande dell’intero ipogeo ed è costituita da ben tredici vani. Il suo sviluppo riprende quello esposto per la tomba I con un dromos d’ingresso e un’anticella ampia di forma pressoché rettangolare. Da questa, attraverso un portello di forma quasi circolare, intorno al quale resta una cornice rettangolare appena accennata, si accede alla cella maggiore di forma rettangolare e molto ampia. Questa è caratterizzata dalla presenza di due grossi pilastri a sezione quadrangolare ricavati nella trachite.  Sulla parete nord è stata scolpita una falsa porta che, come detto separa il mondo dei vivi da quello dei morti. Da questo vano si accede alle celle funerarie attraverso dei portelli sopraelevati, posti nelle quattro pareti.

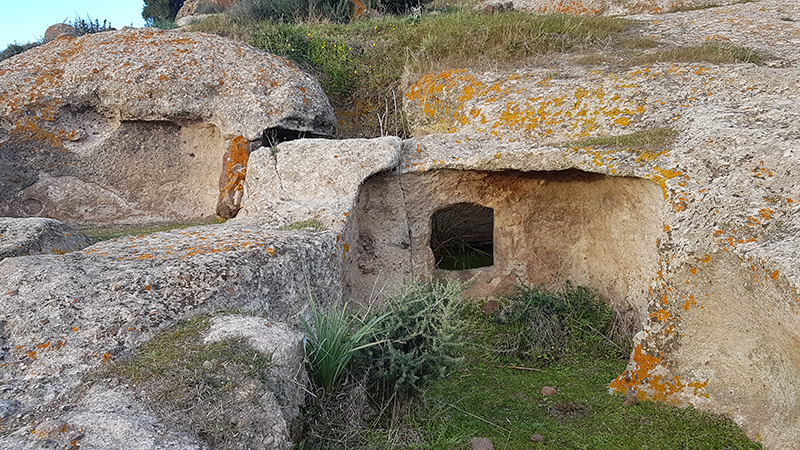
Tomba VII Necropoli Santu Pedru

### Tomba VII (VII anche Moravetti)
L’ingresso della tomba si trova a Sud, con un’anticella trapezoidale che presenta un’altezza massima residua di 0,46 m, seguita da due vani disposti lungo lo stesso asse longitudinale e una quarta cella si apre sul lato sinistro del vano. Quest’ultima è leggermente trapezoidale, a differenza della altre che sono quadrangolari e il portello non si posiziona esattamente al centro della parete. La tomba manca della copertura a causa dei crolli, probabilmente avvenuti in antico e che hanno consentito il ritrovamento di numerosi reperti.

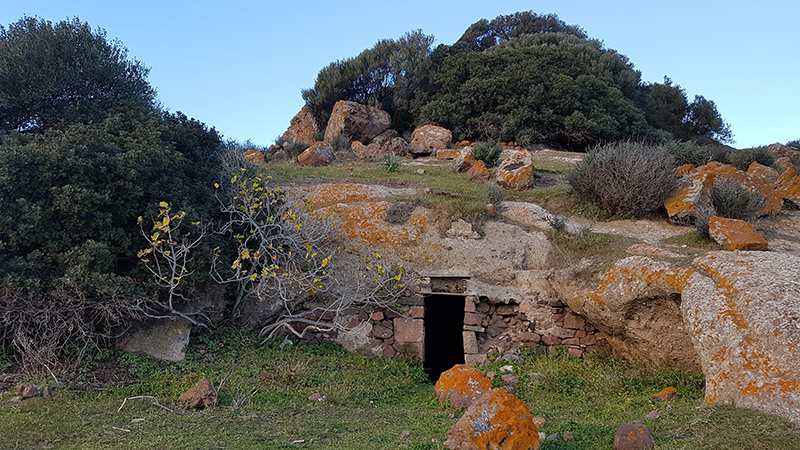
Esterno Tomba VIII Necropoli Santu Pedru

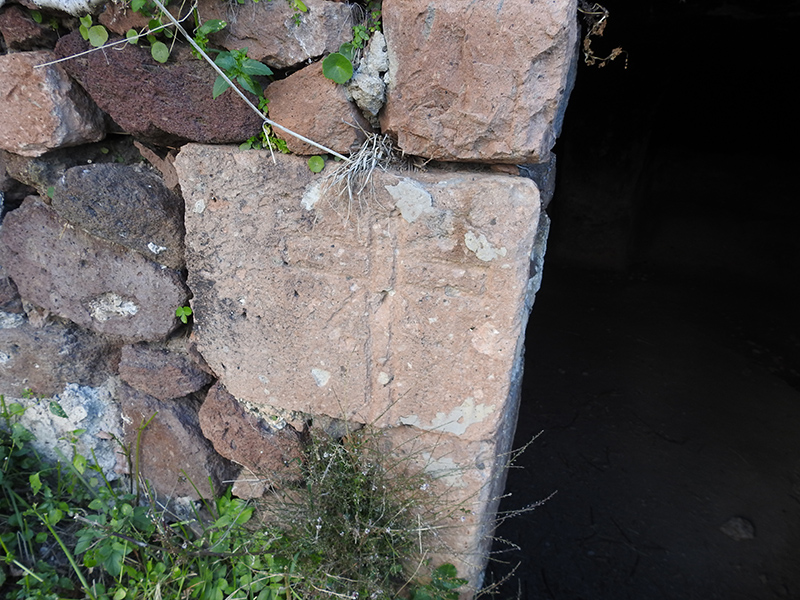
Croce incisa all'esterno della Tomba VIII Necropoli Santu Pedru

### Tomba VIII (IV per Contu e Moravetti)
L’ipogeo non si è conservato nella sua forma originaria, in quanto esso è stato riutilizzato come chiesa rupestre in periodo alto-medioevale tra il VI e il VII secolo d.C. Oggi si presenta quindi con un’ampia aula e degli altari scavati nella trachite, in luogo delle celle di sepoltura originali, e dedicati rispettivamente a San Pietro e a Santa Lucia. Il culto di San Pietro e la consacrazione al santo della chiesetta rupestre hanno dato poi il nome alla collina e al sito, Santu Pedru in sardo significa appunto San Pietro. 
Recentemente l’ipogeo è stato probabilmente riutilizzato da pastori e anche da alcuni soldati durante la Seconda guerra mondiale, in quanto la collina di San Pietro era un importante punto di osservazione (nelle immediate vicinanze della necropoli sono presenti anche dei fortini/bunker di avvistamento e riparo). I pastori o più probabilmente i militari hanno addirittura costruito un caminetto sul lato sinistro del vano e aggiunto della muratura all’ingresso.
In origine, la struttura della tomba non era molto dissimile dalle altre tombe del sito: presentava un grande vano e delle celle sopraelevate. 
Su una pietra della muratura realizzata in epoca medievale si può notare il segno scolpito di una croce.

### Tomba IX
Si tratta di una tomba ad arcosolio posta a sinistra della chiesa medievale (Tomba VIII). Si presume che possa essere stata un’elaborazione di una più antica domus de janas o di un ipogeo risalente all’età romana.

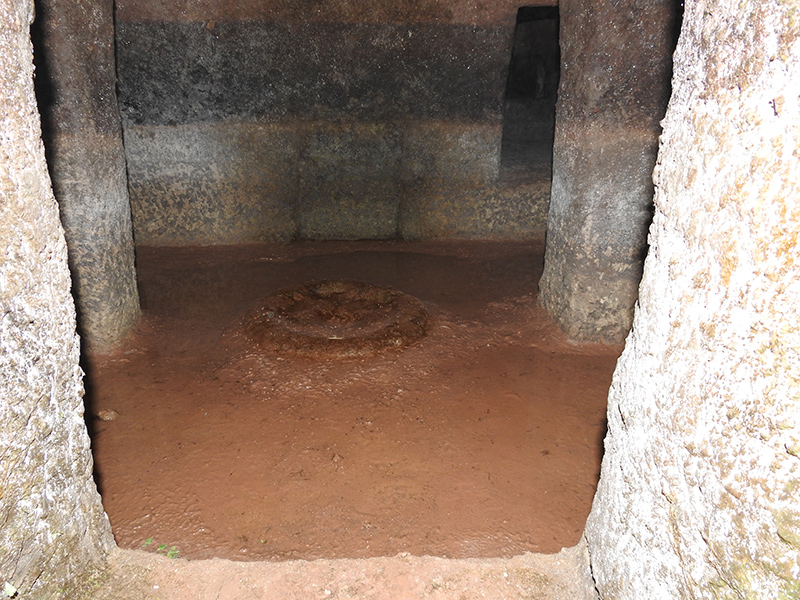
Cella con focolare centrale Tomba X Necropoli Santu Pedru

### Tomba X
La tomba si trova abbastanza vicino alla tomba I, sul lato opposto della vecchia strada provinciale, ed è l’ultima ad essere stata scoperta e studiata con una campagna di scavi nel 2005.
Il dromos di forma trapezoidale, è lungo 5 m ed ha una larghezza iniziale di 1,4 m che cresce fino a 2,20 m al suo termine. I mezzi meccanici hanno danneggiato irrimediabilmente il rilievo che sormontava il portello posizionato sulla parete di fondo che introduce all’anticella. Quest’ultima è di dimensioni abbastanza contenute e, in asse con l’ingresso, presenta sulla parete di fondo un portello tramite cui si giunge alla cella principale, le cui dimensioni, maggiori rispetto all’anticella, fanno pensare a un’originaria planimetria “a T”. 
In questo vano sono presenti due pilastri a sezione quadrangolare e al centro del pavimento la riproduzione di un focolare in rilievo; nella parete di fondo è scolpita una falsa porta. Tre portelli sopraelevati, sormontati da un motivo in rilievo interpretabile come un falso architrave, conducono alle celle laterali.

## Storia degli scavi
Il complesso archeologico venne scoperto nel 1959, quando, in seguito a un danneggiamento e ai lavori per la costruzione della Strada Statale 127 bis, iniziarono gli scavi della Tomba I da parte di Ercole Contu. 
Questo scavo portò alla scoperta, pochi anni dopo, di molte altre tombe appartenenti alla necropoli e alla prima stesura della sua planimetria (realizzata da Contu nel 1964).
Gli scavi furono ripresi da Alberto Moravetti nel 1989 e, nel giro di cinque anni, furono scavati tutti gli ipogei noti fino ad allora (II, III parzialmente, V, VI, VII, VII, IX).
Durante i lavori per la modifica del tracciato della stessa strada citata precedentemente è stata individuata una tomba appartenente al complesso di Santu Pedru di cui non si conosceva ancora l’esistenza (la tomba X). Ciò ha portato a realizzare una nuova campagna di scavi nel 2005, diretta anch’essa da Moravetti.

## Reperti
Le campagne di scavo hanno restituito abbondante materiale, tramite cui le analisi hanno permesso di conoscere il lungo periodo di utilizzo del complesso archeologico che va dal Neolitico recente fino al Calcolitico evoluto, anche se sono stati rinvenuti materiali e reperti appartenenti ad epoche successive, fino al periodo medievale. Ciò dimostra che il luogo in cui si trova il sito era particolarmente adatto allo stanziamento umano, probabilmente in quanto una delle vie di passaggio naturali tra il Golfo di Alghero e l’entroterra.
Nella tomba I furono rinvenuti ben 447 reperti, escludendo quelli meno significativi, in particolare fittili. Si tratta prevalentemente di ceramiche appartenenti alle culture di Ozieri, Filigosa (graffita), Abealzu, Monte Claro, del vaso campaniforme e Bonnanaro. All’esterno della tomba erano presenti anche tipiche ceramiche del periodo nuragico. 
Le ciotole decorate della cultura del vaso campaniforme, con quattro piedi cilindrici si trovavano in particolare nella cella maggiore e in quelle interne. È ad esse che si deve la denominazione dell’ipogeo come “Tomba dei vasi tetrapodi”. 
Nella cella semicircolare, invece, furono trovati i vasi della cultura di Bonnanaro.
Reperti rilevanti, anche se soprattutto frammentari, erano presenti anche nelle altre tombe del complesso: ceramiche del periodo alto-medievale, dell’epoca nuragica e delle culture di Filigosa-Abealzu (soprattutto nel dromos), punte di freccia in selce, schegge di ossidiana e punte di lancia. 
I reperti, restaurati e ordinati, sono conservati nel museo Sanna di Sassari.

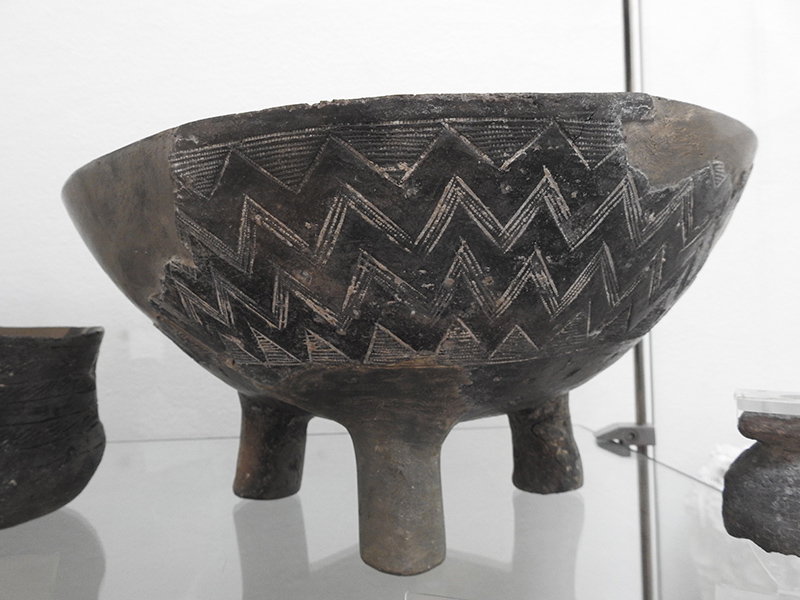
Vaso tetrapode, Cultura del Vaso Campaniforme

## Galleria d'immagini

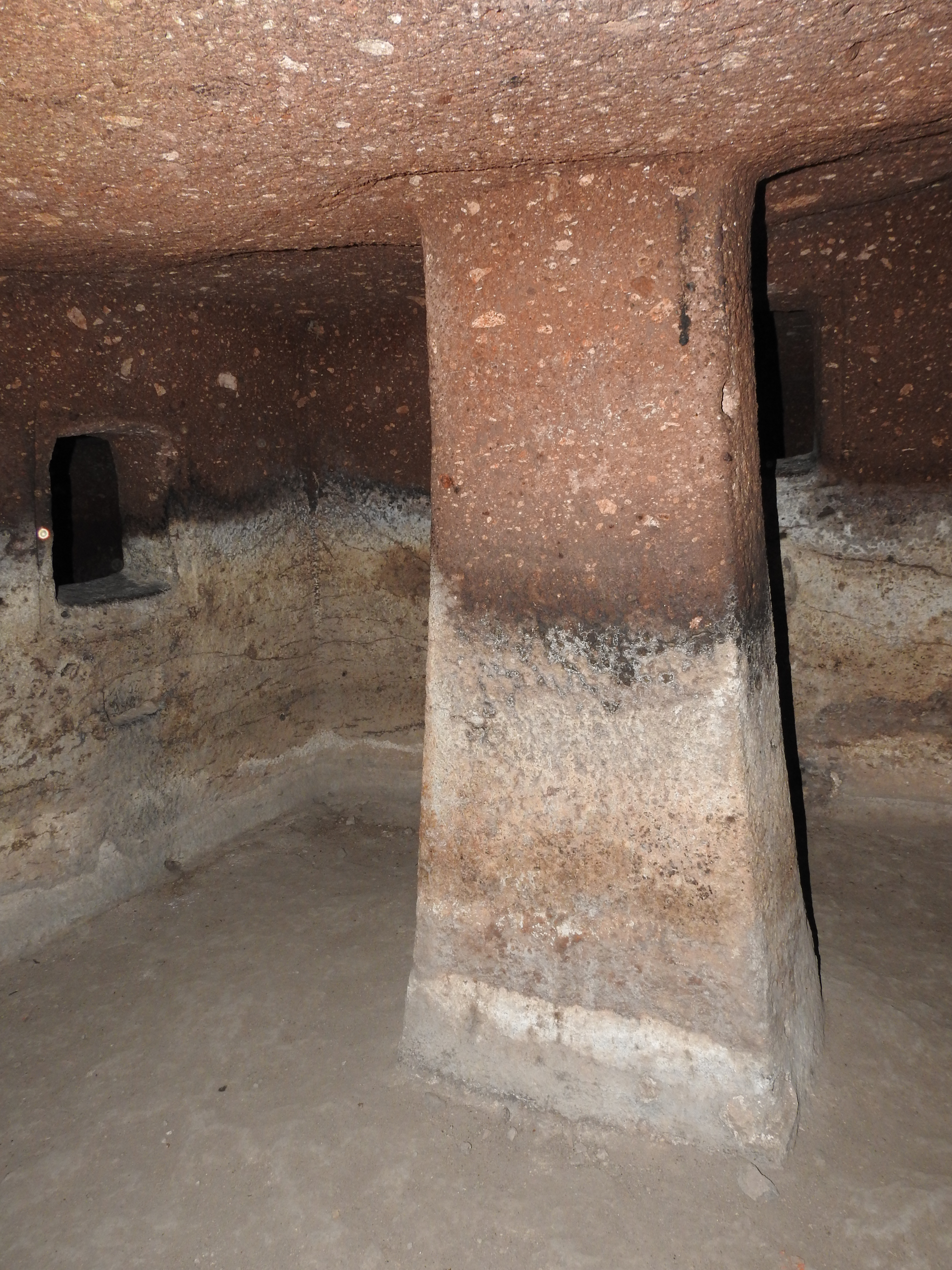
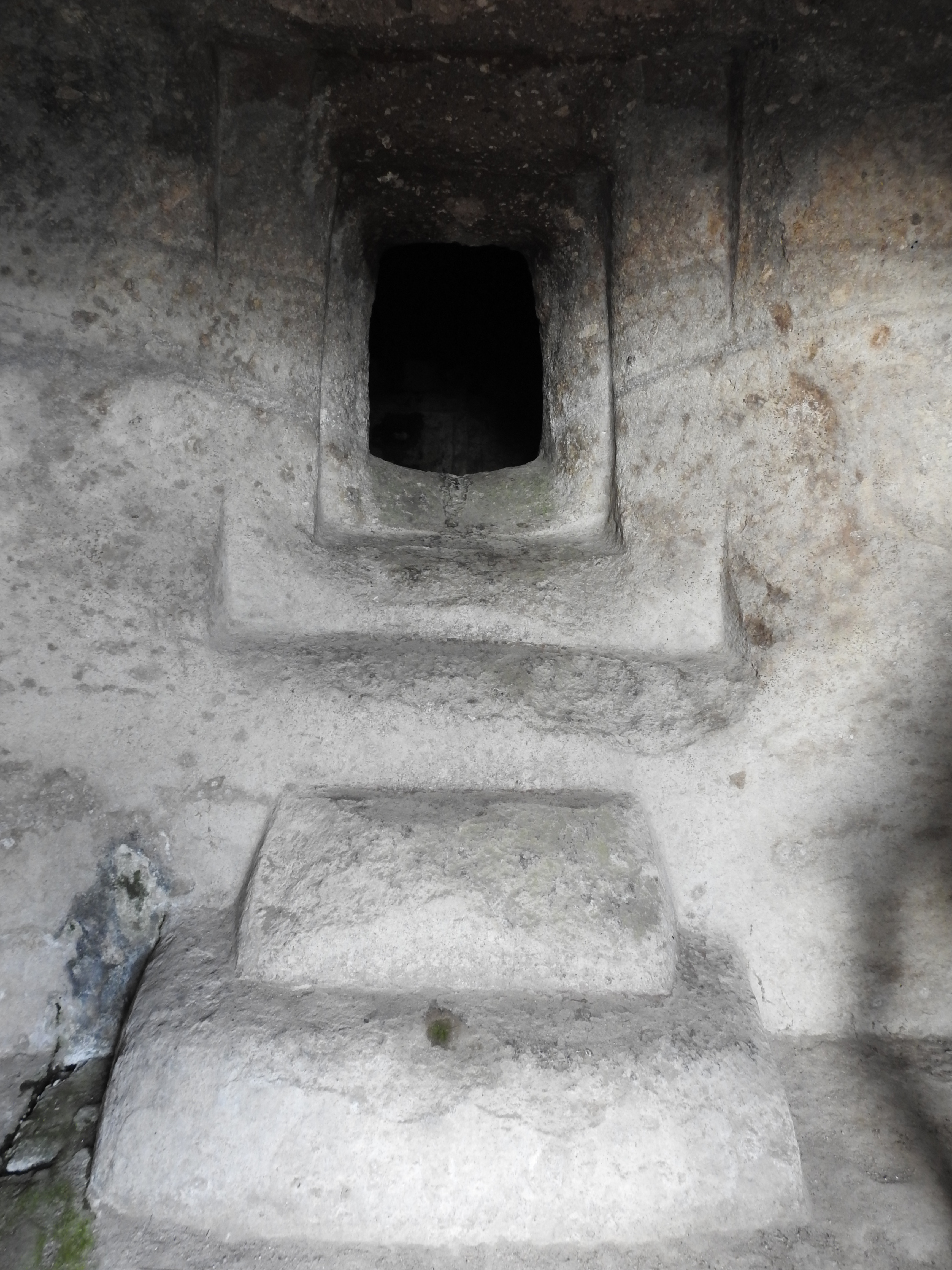
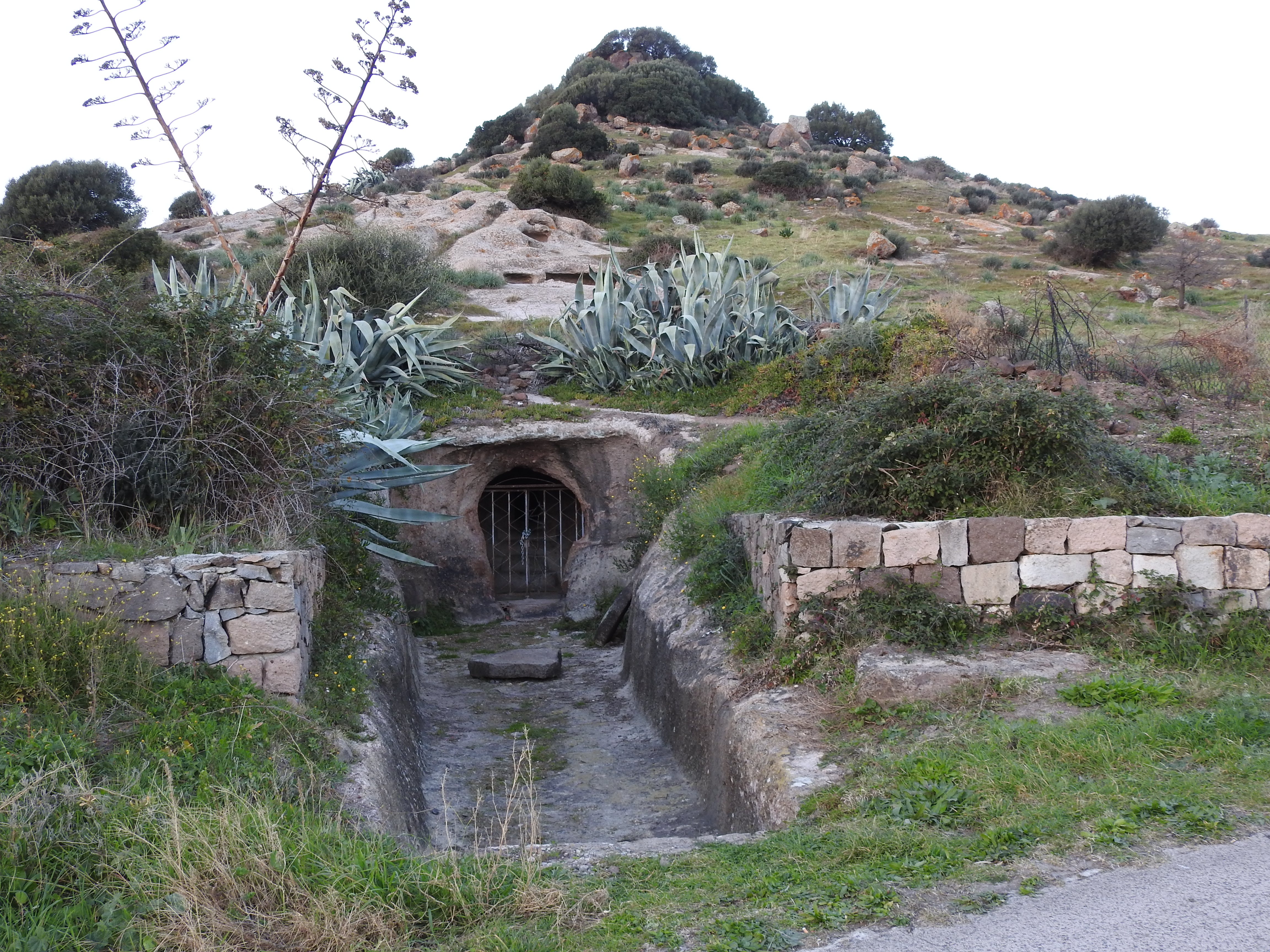
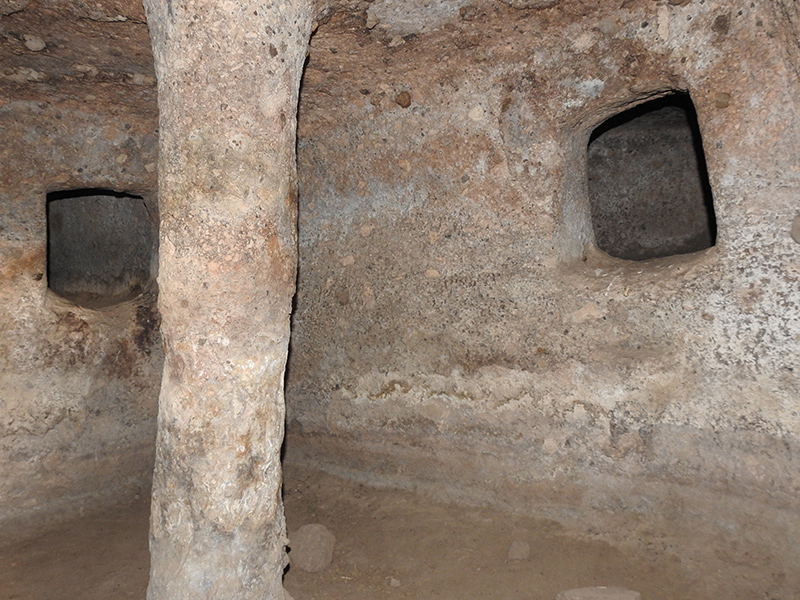
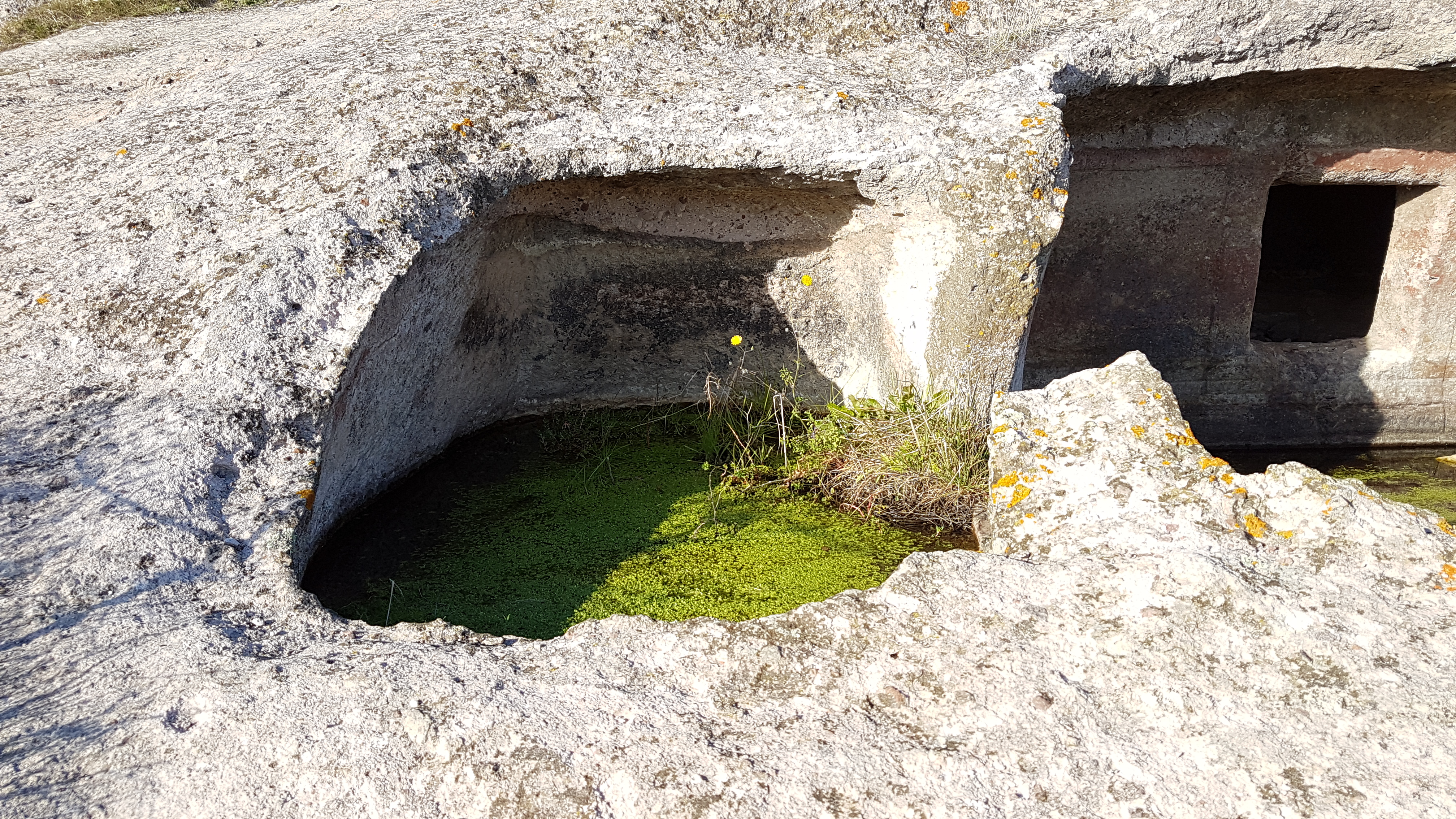
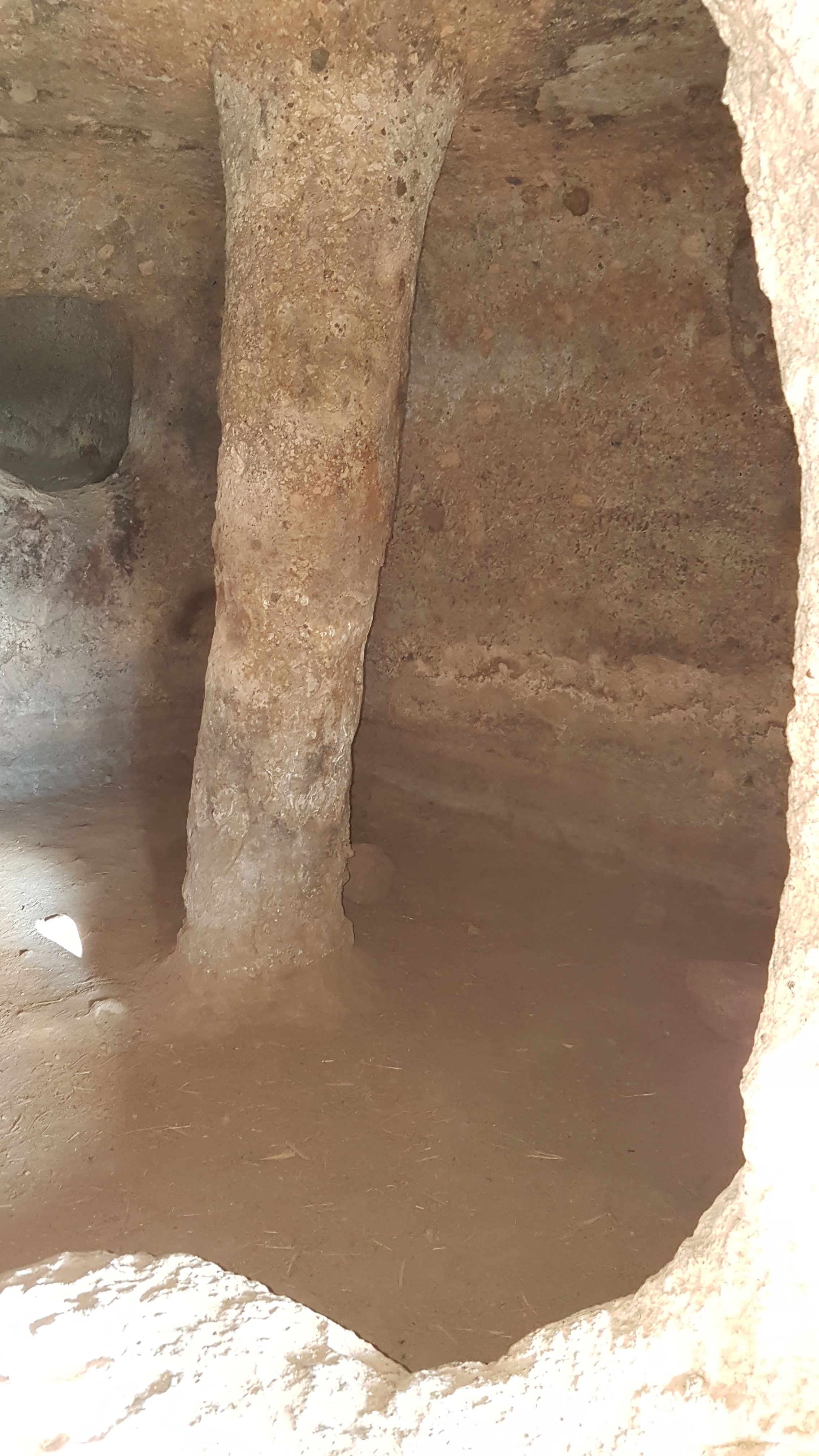
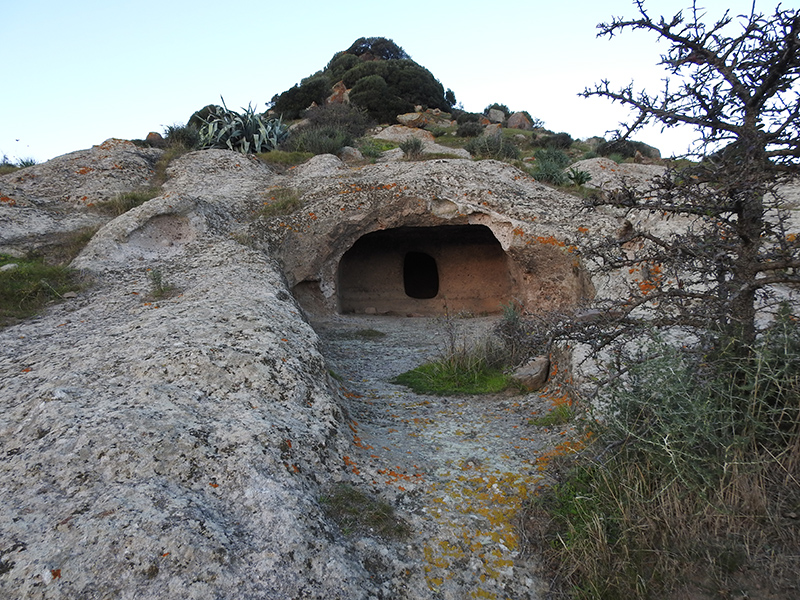
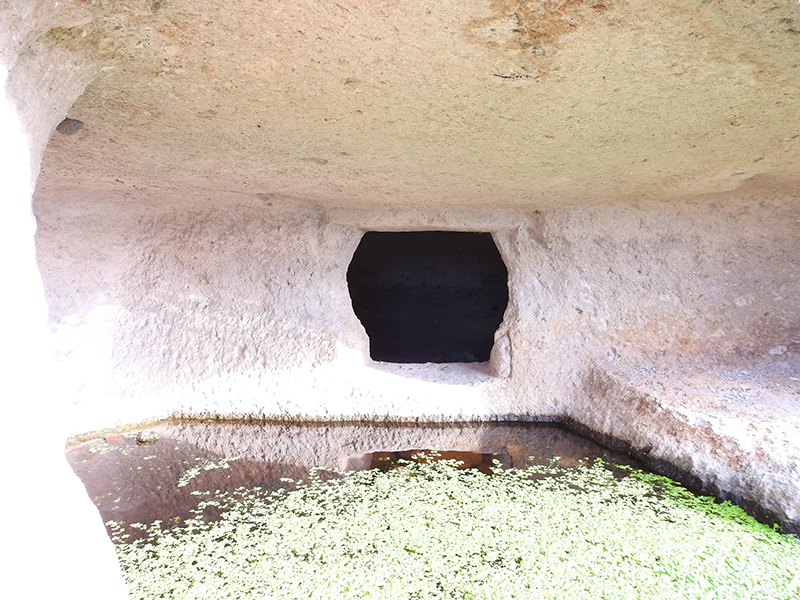
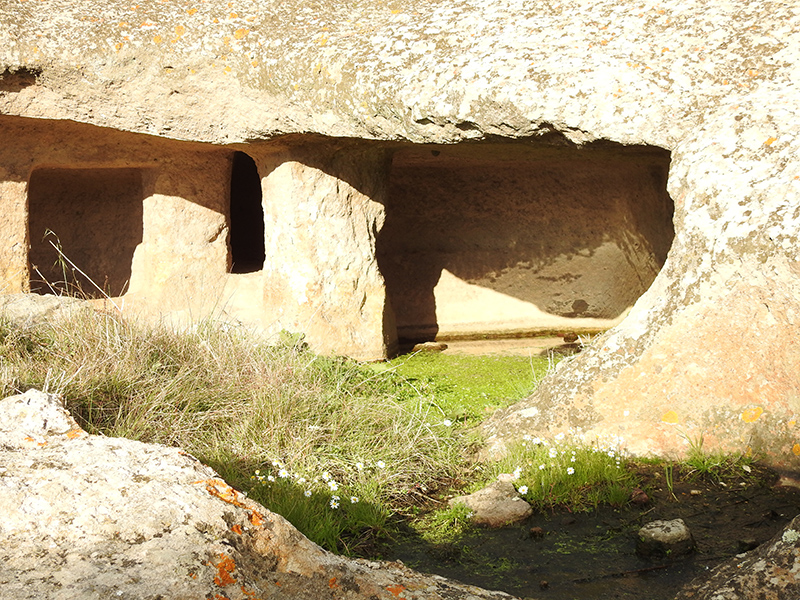
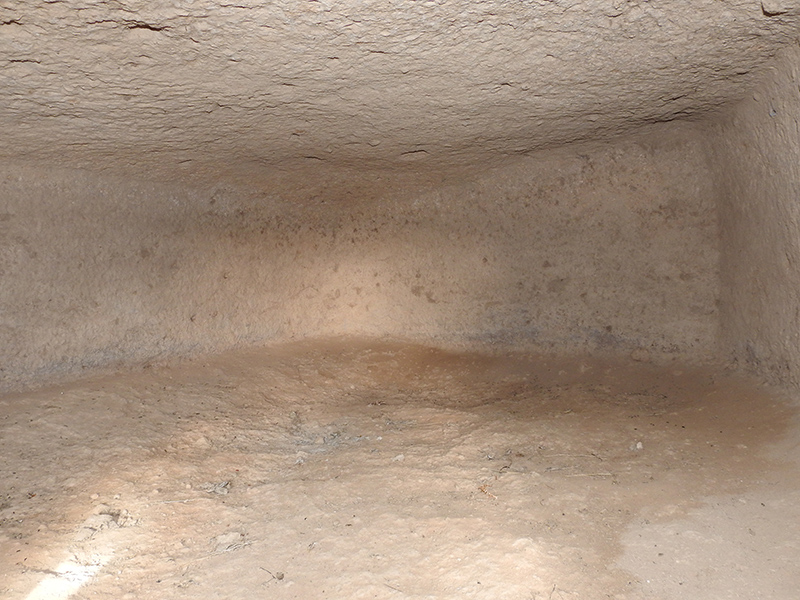
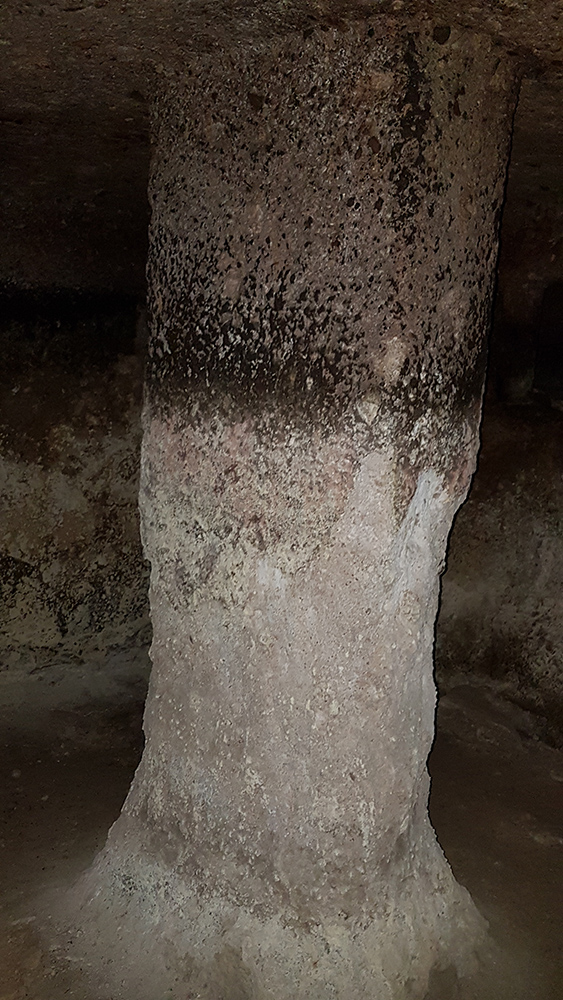
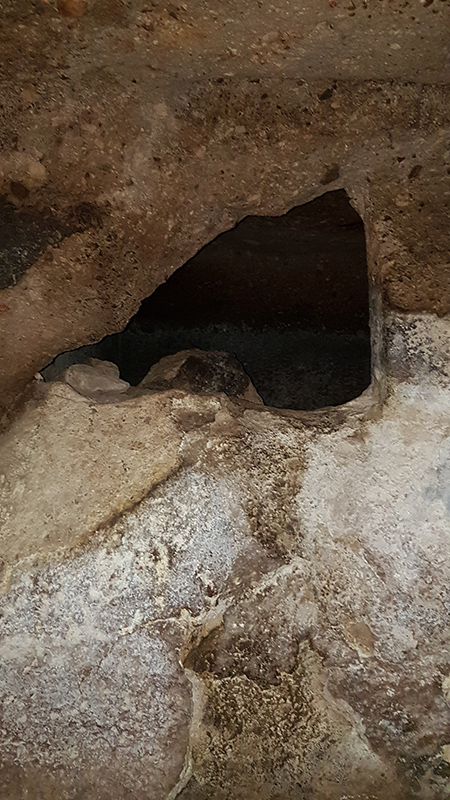
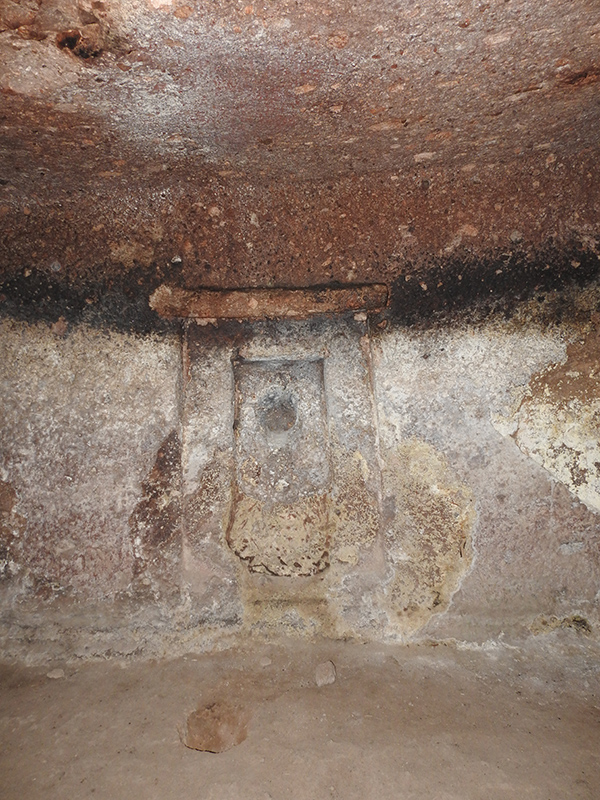
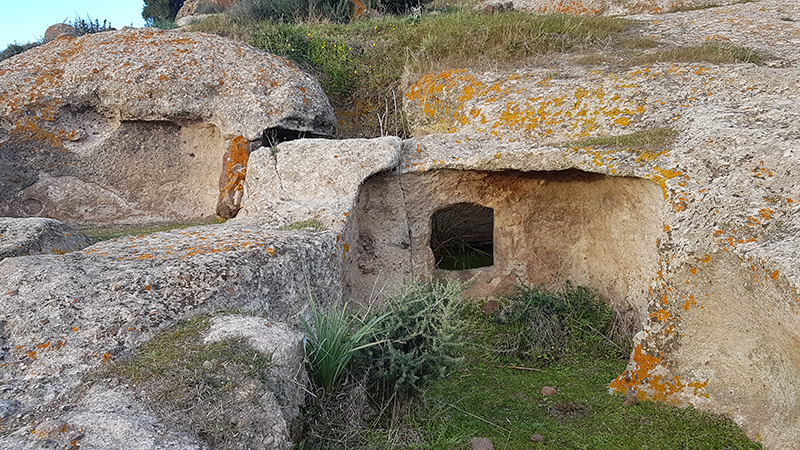
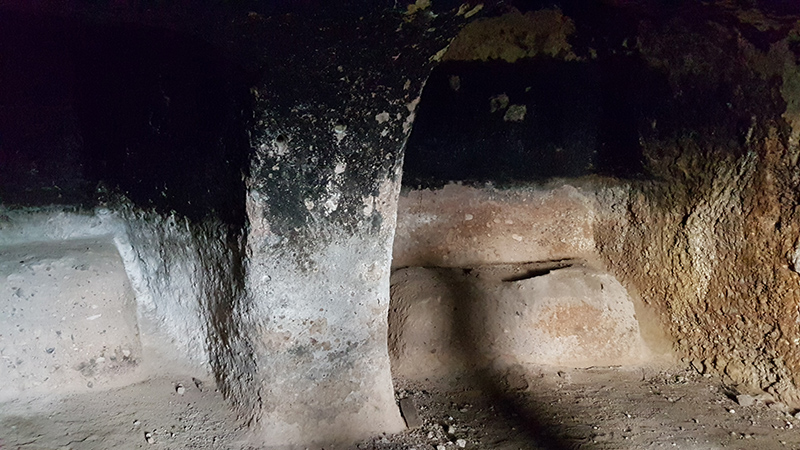
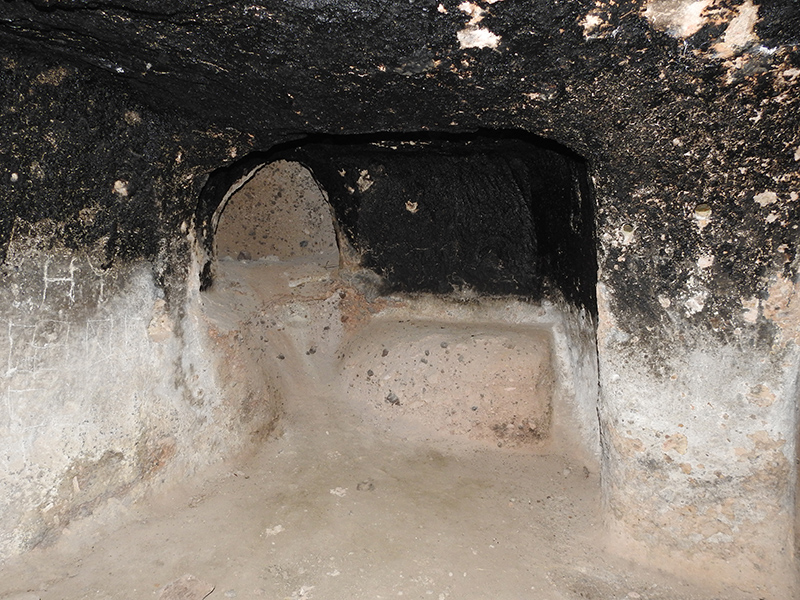
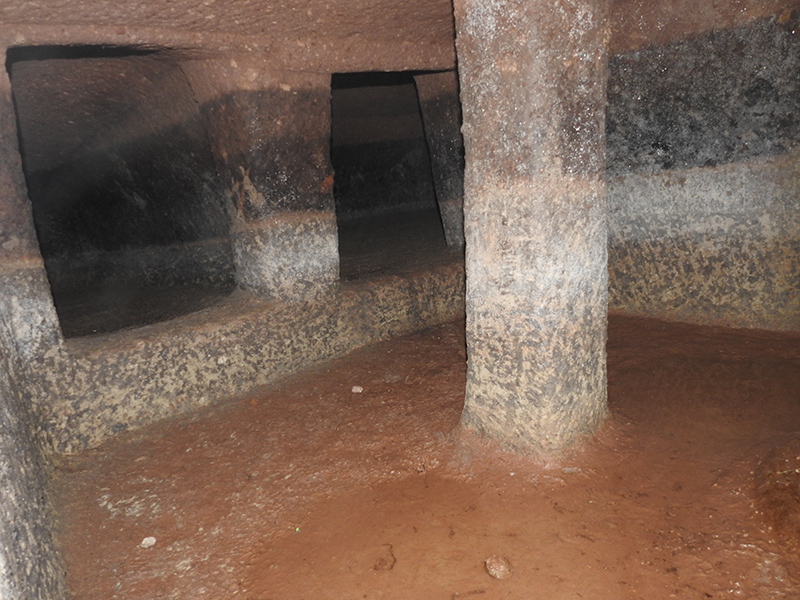
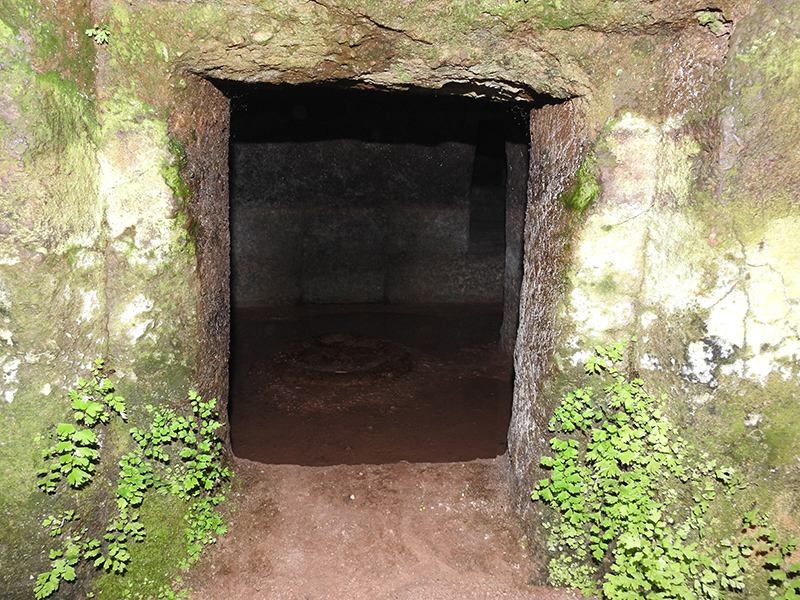
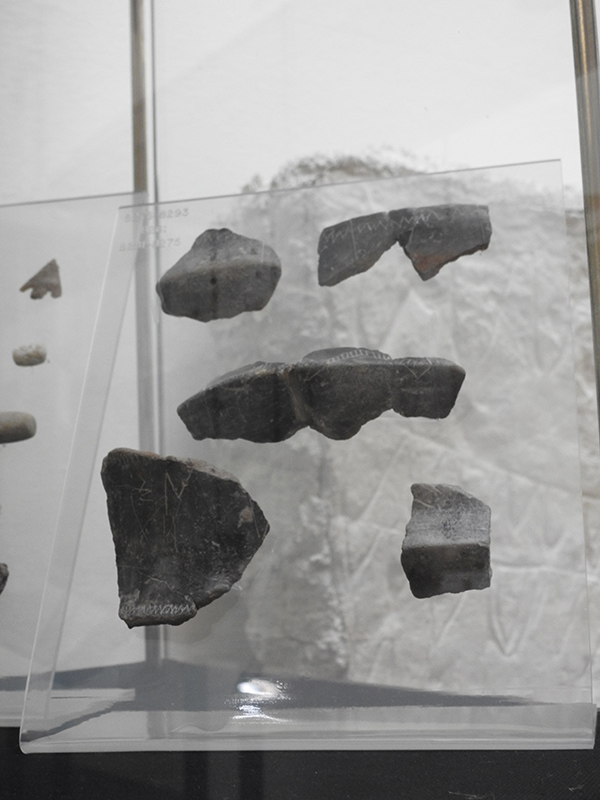
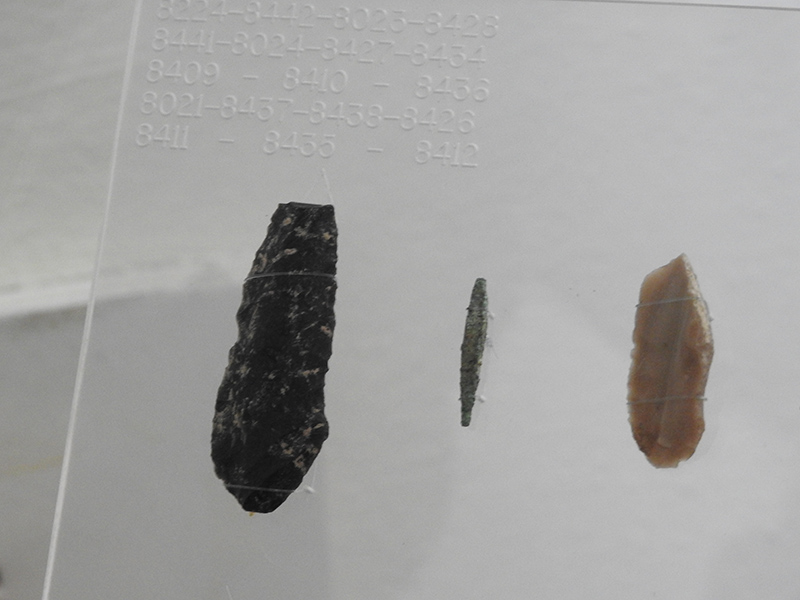
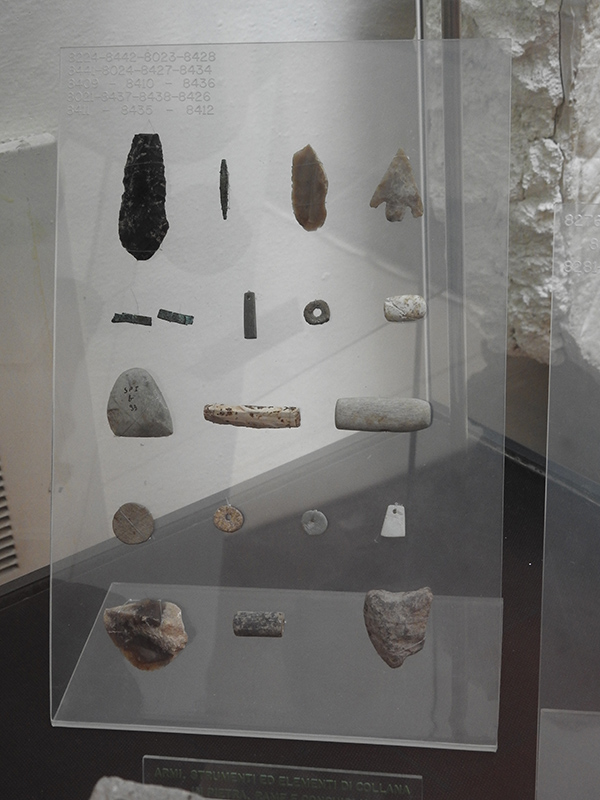
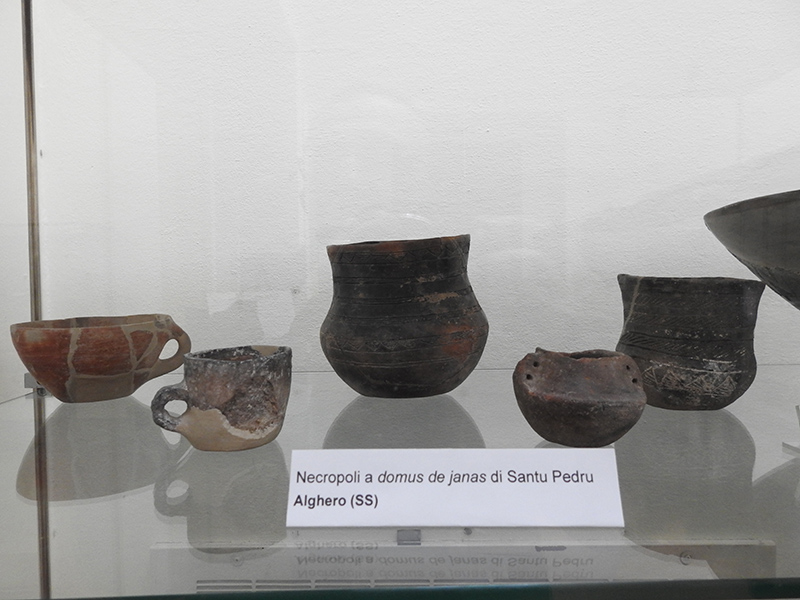
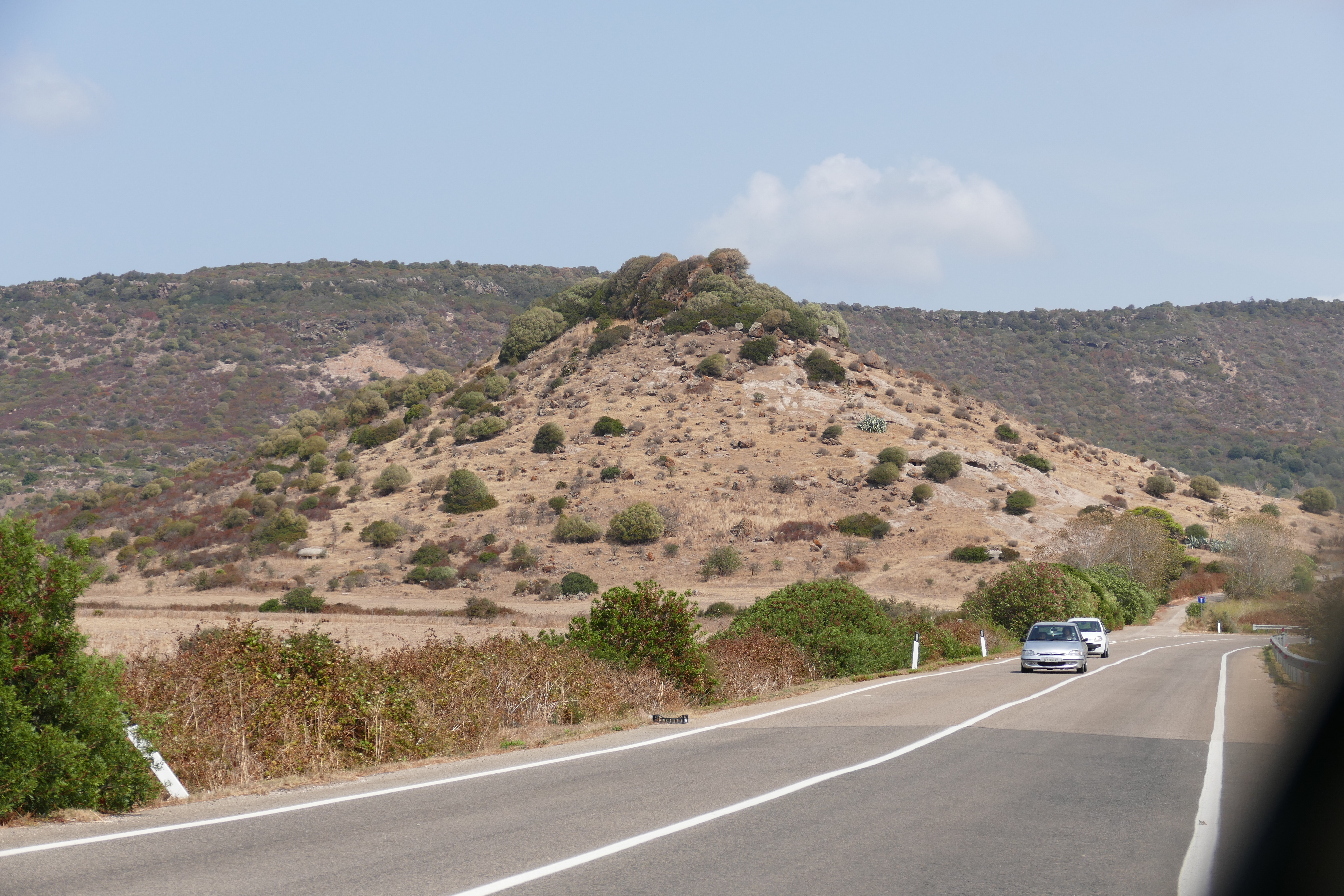